# Rhynchoedura ornata
Rhynchoedura ornata is een hagedis die behoort tot de gekko's en de familie Diplodactylidae.

## Naam en indeling
De wetenschappelijke naam van de soort werd voor het eerst voorgesteld door Albert Günther in 1867. De soortaanduiding ornata betekent vrij vertaald 'versierd' en slaat op de afstekende gele ronde vlekjes op een bruine basiskleur.

## Verspreiding en habitat
Rhynchoedura ornata komt endemisch voorkomt in Australië. De hagedis is hier aangetroffen in de staten Australië (Noordelijk Territorium, Queensland, Victoria, West-Australië, Zuid-Australië. De habitat bestaat uit droge savannen, droge scrublands en hete woestijnen.

## Beschermingsstatus
Door de internationale natuurbeschermingsorganisatie IUCN is de beschermingsstatus 'veilig' toegewezen (Least Concern of LC).